# هاري بين (لاعب كرة قدم)
هاري بين (بالهولندية: Harry Been)‏ هو لاعب كرة قدم هولندي، ولد في 23 يناير 1949.